# غل آسبيدي (قلعة خواجة)
غل آسبيدي (بالفارسية: گل اسپیدی) هي منطقة سكنية تقع في إيران في قسم قلعة خواجة الريفي. يقدر عدد سكانها بـ 0 نسمة بحسب إحصاء 2016.